# Divorced
Divorced è un film muto del 1915 diretto da Edward Warren. Prodotto da Joseph A. Golden, aveva come interpreti Hilda Spong, Fred Eric, Charles Hutchison, Lyster Chambers, Lucy Cotton.

## Trama
Dopo un felice matrimonio durato però solo tre anni, Leonore viene abbandonata insieme al piccolo Eugene dal marito Ralph che fugge con un'attrice di burlesque. Ottenuto il divorzio, Leonore vive di alimenti fino alla morte di Ralph. Rimasta senza mezzi, per provvedere al figlio la donna accetta del denaro da Robert Hadley, acconsentendo a essere la sua amante quando lui promette di sposarla. Dovrà però aspettare che lui prima divorzi dalla moglie che vive nel Midwest con il figlio Arthur. Tuttavia, quando la moglie muore e Arthur viene a vivere con lui, Hadley ignora le promesse fatte a Leonore.

Passano gli anni. Eugene, diventato atleta nella squadra universitaria, si innamora di Madeline Deland che anche Arthur corteggia. Quando la ragazza, figlia di una ricca vedova, accetta la proposta di Eugene, Arthur, per ripicca, rivela al fratello di Madeline della relazione di suo padre con Leonore. La signora Deland, allora, tronca il fidanzamento. Eugene, venendo a scoprire la verità, è deciso a sparare a Hadley, ma Leonore lo ferma. Ma quando Hadley continua a ripetere la storia dell'accordo, a sparargli sarà lei. Leonore viene arrestata. Portata in giudizio in tribunale, viene prosciolta dalla giuria che giudica che il suo sia stato un momento di follia temporanea. Alla fine, Madeline ed Eugene si riuniscono.

## Produzione
Il film fu il primo film prodotto dalla Triumph Films, una piccola compagnia indipendente. Venne girato a New York. Alcune scene furono girate in un ristorante della Quarantaduesima Strada e nella chiesa presbiteriana del Bronx. Sembra che queste siano state le prime riprese mai fatte in una chiesa.

## Distribuzione
Il copyright del film, richiesto dalla Triumph Film Corp., fu registrato il 14 settembre 1915 con il numero LP6516.
Distribuito dalla World Film e dall'Equitable Motion Pictures Corporation (una piccola casa di distribuzione attiva negli anni dieci), il film uscì nelle sale cinematografiche degli Stati Uniti il 25 ottobre 1915.

### Conservazione
Copia incompleta della pellicola (35 mm Master Positivo) si trova conservata negli archivi del George Eastman House di Rochester.